# Боровское (Новгородская область)
Боровское — деревня в Хвойнинском муниципальном районе Новгородской области, административный центр Боровского сельского поселения.
В деревне на 1 января 2009 года было 48 хозяйств и постоянно проживали 127 человек. Площадь земель деревни — 60,95 га. Боровское находится на высоте 161 м над уровнем моря, к западу от Теребецкого озера, менее чем в километре к западу — деревня Терехово и река Старынья.

## Население
| 2009 | 2010 | 2012 | 2013 |
| ---- | ---- | ---- | ---- |
| 127  | ↘90  | ↗106 | ↘96  |

## История
Боровское в Боровичском уезде Новгородской губернии относилось к Миголощской волости. В 1785 году в деревне было 18 дворов, проживали 57 мужчин и 52 женщины. На 1896—1897 гг. в Боровском было 40 дворов, проживали 120 мужчин и 129 женщин, а также было 18 детей школьного возраста — 9 мальчиков и 9 девочек. В 1910 году здесь уже в 45 дворах было 88 жилых построек, проживали 244 жителя: 122 мужчины и 122 женщины; был хлебозапасный магазин и мелочная лавка.
В первые годы Советской власти в Миголощской волости был образован Боровской сельсовет. 3 апреля 1924 постановлением ВЦИК Миголощская волость была присоединена к Кончанской волости Боровичского уезда, 1 августа 1927 года постановлением ВЦИК Боровичский уезд вошёл в состав новообразованного Боровичского округа Ленинградской области, Боровской сельсовет вошёл в состав новообразованного Кончанского района этого округа Население деревни Боровское по переписи 1926 года — 241 человек. 30 марта 1930 года в деревне был организован колхоз «Боровская горка». Постановлением ЦИК и СНК СССР от 23 июля 1930 года Боровичский округ был упразднён, район стал подчинён Леноблисполкому. Постановлением Президиума ВЦИК от 1 января 1932 года Кончанский район был упразднён, а Боровской сельсовет вошёл в состав Хвойнинского района. Население деревни Боровское в 1940 году — 154 человека. Указом Президиума Верховного Совета СССР от 5 июля 1944 года Хвойнинский район вошёл во вновь образованную Новгородскую область.
На основании решения Хвойнинского райисполкома в 1950 году к колхозу «Боровская горка» были присоединены все колхозы Боровского сельсовета: «Красное Терехово» (Терехово), «Красное Филистово» (Филистово), «Красная Клеймиха» (Клеймиха), «Волна» (Мутишино), «Красный прибой» (Видимирь), «Красный Орёл» (Орёл), «Верный путь» (Рябково), название у объединённого колхоза стало «Верный путь» с центральной усадьбой в Боровском, председателем правления колхоза был избран председатель прежнего колхоза «Боровская горка» — Григорьев Пётр Константинович. 27 сентября 1960 года в колхоз «Верный путь» присоединили колхоз «8-е Марта» Песковского сельсовета, и переименовали в колхоз имени Героя Советского Союза, Денисова Алексея Макаровича уроженца деревни Зихново. Во время неудавшейся всесоюзной реформы по делению на сельские и промышленные районы и парторганизации, в соответствии с решениями ноябрьского (1962 года) пленума ЦК КПСС «о перестройке партийного руководства народным хозяйством» с 10 декабря 1962 года Решением Новгородского облисполкома № 764 Хвойнинский район был упразднён, Боровское и сельсовет вошли в крупный Пестовский сельский район, а 1 февраля 1963 года Президиум Верховного Совета РСФСР своим Указом утвердил Решение Новгородского облисполкома, но пленум ЦК КПСС, состоявшийся 16 ноября 1964 года, восстановил прежний принцип партийного руководства народным хозяйством, после чего Указом Верховного Совета РСФСР от 12 января 1965 года и сельсовет и деревня во вновь восстановленном Хвойнинском районе. К колхозу имени Денисова A.M. 15 февраля 1966 года был присоединён колхоз имени Калинина Мякишевского сельсовета, 8 февраля 1969 года был присоединён колхоз «Ударник» Задельского сельсовета. 28 августа 1974 года решением Хвойнинского райисполкома № 89 года колхоз имени Денисова A.M. был реорганизован в совхоз имени Денисова A.M. директором стал председатель прежнего колхоза Григорьев Пётр Константинович. 21 декабря 1992 года совхоз имени Денисова реорганизован в ТОО имени Денисова, а 29 декабря 1999 года ТОО реорганизовано в сельскохозяйственный кооператив (СК) имени Денисова.
С принятием закона от 6 июля 1991 года «О местном самоуправлении в РСФСР» была образована Администрация Боровского сельсовета (Боровская сельская администрация), затем Указом Президента РФ № 1617 от 9 октября 1993 года «О реформе представительных органов власти и органов местного самоуправления в Российской Федерации» деятельность Боровского сельского Совета была досрочно прекращена, а его полномочия переданы Администрации Боровского сельсовета. По результатам муниципальной реформы, с 2005 года деревня — административный центр муниципального образования — Боровское сельское поселение Хвойнинского муниципального района (местное самоуправление), по административно-территориальному устройству подчинена администрации Боровского сельского поселения Хвойнинского района.

## Экономика и социально-значимые объекты
В деревне до недавнего времени действовал сельскохозяйственный производственный кооператив им. Денисова, также есть сельскохозяйственное предприятие ООО «Боровское», есть фельдшерско-акушерский пункт, до 1994 года существовал Боровский детский сад, который передан в муниципальный жилой фонд, ввиду отсутствия необходимости. Есть автодороги в Миголощи и Заделье, а также дорога до деревни Пески.